# Grč Vrh
Grč Vrh – wieś w Słowenii, w gminie Mirna Peč. W 2018 roku liczyła 13 mieszkańców.